# Об Этне

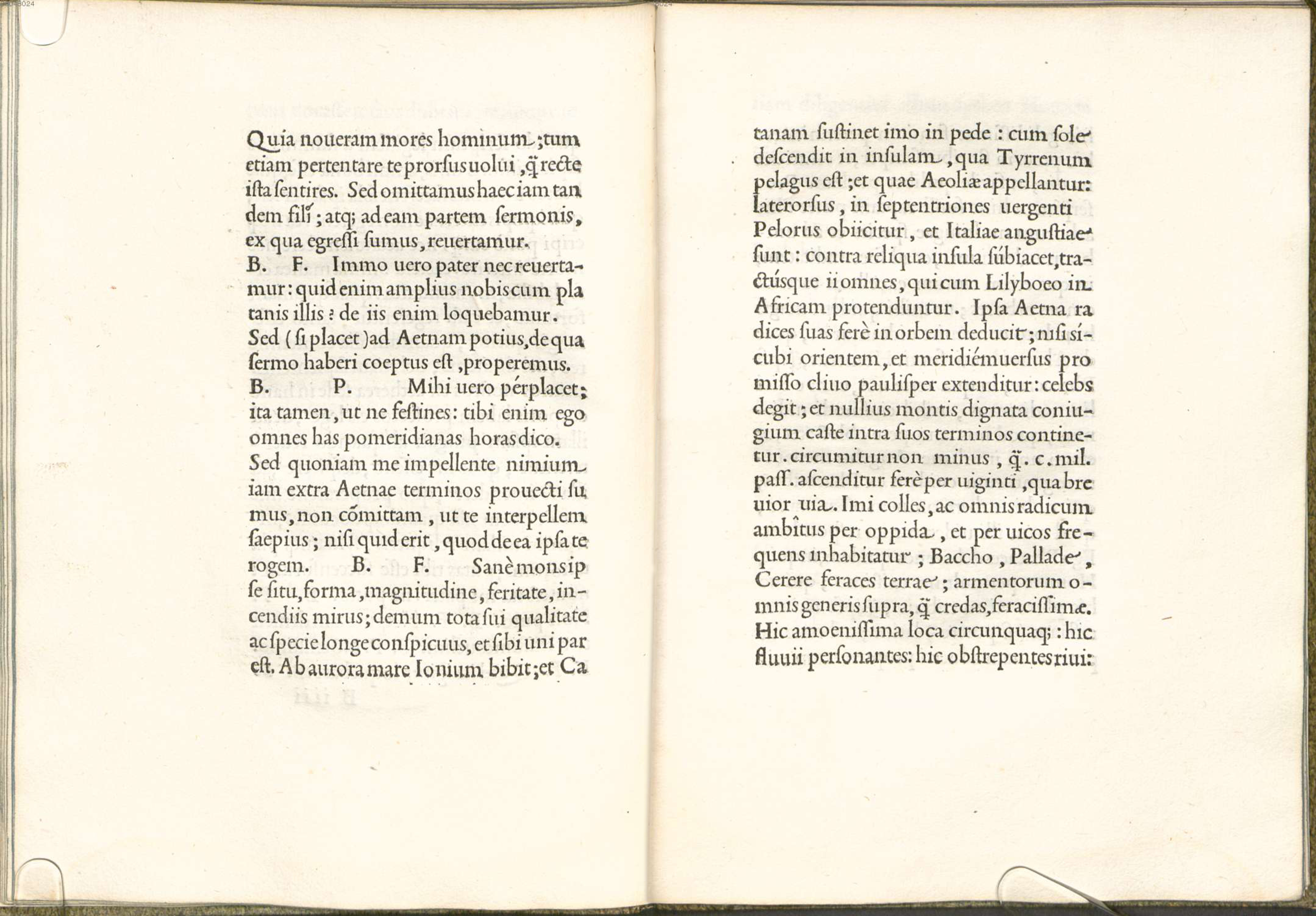
Разворот из книги

«Об Этне» (лат. De Aetna ad Angelum Chabrielem liber) — диалог Пьетро Бембо, написанный на латыни по возвращении из Мессины, где он проходил обучение у грамматика Константина Ласкариса. В произведении рассказывается о восхождении на Этну, которое автор предпринял, возвращаясь домой. Отец и сын обсуждают вулкан, его историю, опираясь на собственный опыт и произведения классиков.
Книга была впервые издана в 1496 году Альдом Мануцием. Это издание, благодаря своей изящной простоте и шрифту, применённому в ней впервые, стало одной из самых известных книг, напечатанных в «Доме Альда». Считается, что оно «ознаменовало новую эру в искусстве книгопечатания».

## Краткое содержание
Диалог начинается с посвящения другу Анджело Габриэле. Кроме того, Пьетро говорит о преданности своему учителю (Константину Ласкарису), однако не называет его имени напрямую. Бембо рассказывает о причинах, которые побудили его написать книгу: по возвращении из Мессины его так часто спрашивали о посещении Этны, что он решил записать рассказ о ней в виде диалога с отцом.
Диалог происходит в Боцце, вилле Бембо неподалёку от Падуи. Пьетро и его отец Бернардо сидят в тени тополей на берегу Пьовего. Сначала отец и сын обсуждают тревожную политическую жизнь, которая беспокоит Бембо Старшего даже во время отдыха. После краткого обмена мнения по поводу международной ситуации начинается главная тема диалога. Пьетро, по просьбе отца, рассказывает о своём отъезде из Мессины. По пути он посетил Таормину, что становится поводом для отступления на тему классической культуры. В частности, они обсуждают поэта Овидия. Наконец, Пьетро рассказывает и о своём восхождении на вулкан Этну, и даже это происшествие даёт повод для обращения к греческим и римским авторам, таким как Гомер, Пиндар, Пифагор, Эмпедокл, Феокрит, Страбон, а также Плиний Старший, Вергилий и Гораций. Пьетро очень подробно описывает ландшафт Этны, её географическое положение, выделяет три разных типа местности. Такая классификация актуальна и сегодня. Внезапная вулканическая деятельность застала врасплох Пьетро и Анджело, и они были вынуждены спуститься вниз. О вершине горы подробно они узнают из уст своего друга Урбано Больцанио (Urbano Bolzanio). Затем в диалоге следует краткое отступление с описанием прекрасных местностей, контрастирующее с суровостью мест, о которых говорилось ранее. Диалог заканчивается на том, как Пьетро с отцом уходят домой.

## Характеристика издания
Это маленькое издание ин-кварто вышло в 1496 году. Прежде Мануций печатал книги только на греческом языке. «Об Этне» стала его первой книгой, напечатанной латинским шрифтом. Шрифт для неё выгравировал Франческо Гриффо. Одинаковые литеры в нём слегка варьируются, что создаёт живость в наборе, лишённом каких-либо дополнительных украшений. Простое, аскетичное оформление книги сильно отличает её от книг инкунабельного периода (1450—1500). В ней нет ни орнаментов, ни заставок. Текст начинается с маленького инициала, вынесенного на поле. В книге нет и титульного листа.
Пропорции полей в книге — 3:4, пропорции полосы — 2:3. Благодаря узкой полосе набора увеличены внешние поля в книге, возможно, для того, чтобы было удобнее оставлять заметки. Текст набран крупным шрифтом. Отношение кегля шрифта к интерлиньяжу — 5:8 (золотое сечение). Абзацные отступы в книге отсутствуют.

### Дальнейшее влияние
Шрифт Гриффо, с незначительными изменениями, использовался Мануцием и дальше. В 1530 году его скопировал французский гравёр Клод Гарамон. Различные модификации этих шрифтов используются и сегодня. Точно так же и аскетичный, безорнаментальный набор эпохи Возрождения, сегодня считается типографической нормой.